# Archernis capitalis
Archernis capitalis là một loài bướm đêm trong họ Crambidae.